# Phylica laevis
Phylica laevis är en brakvedsväxtart som först beskrevs av Christian Friedrich Frederik Ecklon och Zeyh., och fick sitt nu gällande namn av Ernst Gottlieb von Steudel. Phylica laevis ingår i släktet Phylica och familjen brakvedsväxter. Inga underarter finns listade i Catalogue of Life.